# Radio 216
Radio 216 je radio stanica osnovana 7. januara 2001. godine. Radio 216 je jedina radio stanica na teritoriji opštine Žitište koja pruža informacije svojim meštanima putem informativnog programa koji se odnosi na rad lokalne, ali i pokrajinske vlasti. Program se emituje na frekvenciji 89,1 MHz.
Život u senci velikih gradova, kao što su Zrenjanin i Kikinda stvorio je potrebu za prvom lokalnom radio stanicom na ovim prostorima. Pored opštine Žitište, radio je slušan i na području opštine Nova Crnja.
Program Radija 216 se emituje 24 časa dnevno i žanrovski je namenjen različitim ciljnim grupama.
U programskoj šemi su zastupljene i emisije o radu SO Žitište, privredi, poljoprivredi, kulturi, kao i razne muzičke emisije posvećene različitim muzičkim pravcima. 
Takođe, svakodnevno su zastupljeni mali oglasi, obaveštenja, vremenska prognoza i „dogodilo se na današnji dan“ segmenti.

## Spoljašnje veze
- Zvanični sajt

## Galerija
- Pogled na antenski stub
- Radio 216 - ulaz